# Bolakyathanahalli, Arkalgud
Bolakyathanahalli là một làng thuộc tehsil Arkalgud, huyện Hassan, bang Karnataka, Ấn Độ.